# Privàs
Privàs (en occità: Privàs, en francès: Privas) és un municipi francès situat al departament de l'Ardecha (del que és la capital) i a la regió d'Alvèrnia-Roine-Alps. L'any 2013 tenia 8.305 habitants.

## Personatges cèlebres
- Pierre Vigne, prevere
- Paul Mazon, hel·lenista
- Jacques Dupin, el famós poeta i assagista sobre art modern hi va néixer el 1927. Escriu en francès.
- Pierre Broué, historiador i activista socialista

## Agermanaments
- Tortona, Itàlia
- Weilburg, Alemanya
- Wetherby, Regne Unit
- Zevenaar, Països Baixos